# Haruna (schip, 1915)
De Haruna (Japans: 榛名) was een slagschip in de Kongoklasse van de Keizerlijke Japanse Marine, tijdens de Pacifische Oorlog in de Stille Oceaan.
Ze werd ontworpen door de Kawasaki Shipsbuilding Company te Kobe op 16 maart 1912. Ze werd toen te water gelaten op 14 december 1913 en afgebouwd op 19 april 1915 als Slagkruiser. Later werd ze omgebouwd tot een slagschip in de Kongo-klasse. De "Haruna" werd genoemd naar de berg Haruna, een oude vulkaan in Japan.

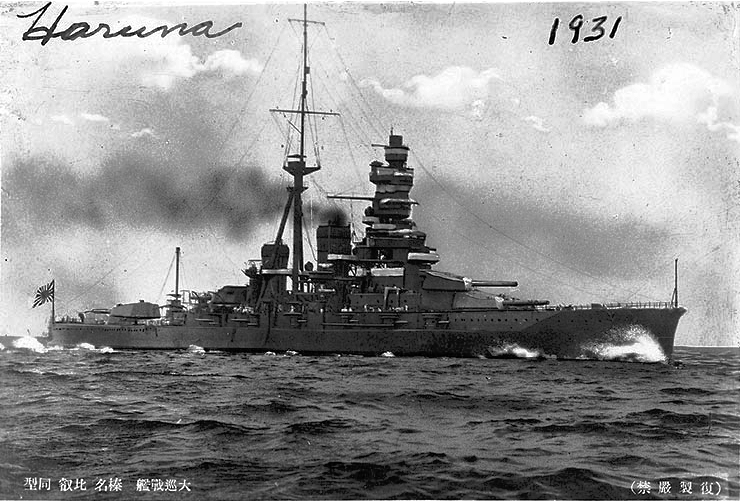
Haruna

## Geschiedenis
In de Tweede Wereldoorlog verschafte ze daadwerkelijke ondersteuning voor de Japanse invasiestrijdkrachten in Nederlands-Oost-Indië in januari en februari 1942. Nadien uitgaand in de Indische Oceaan, vocht ze samen, tegen de Britse Eastern Fleet, met het Carrier Striking Force in april 1942. De Haruna zond een verkenningsvliegtuig uit en vond de HMS Hermes, de Britse carrier met haar begeleidende escorteschepen in de buurt van Ceylon. Daarna werden de Britten tot zinken gebracht door Japanse Marineluchtaanvallen.
Daarna nam ze deel in de Slag bij Midway in juni 1942 als escorte voor de vliegdekschepen Akagi, Kaga, Soryu en Hiryu.

### Andere zeeslagen
Na haar herstellingen vertrok ze samen met haar zusterslagschip, de "Kongo en bestookte ze het Amerikaanse vliegveld Henderson Field op Guadalcanal, op 13 oktober 1942. In de 80 minuten durende aanval schoten beide slagschepen zo'n 900 granaten van 35,6-cm af. Daarna nam ze deel aan de Zeeslag bij de Santa Cruzeilanden eilanden op 25 oktober 1942. 
In 1943 werd haar uitrusting vernieuwd in Kure en kreeg ze een radar.
Daarna was ze aanwezig in de Slag in de Filipijnenzee in juni 1944. In de Slag in de Golf van Leyte maakte ze deel uit van admiraal Kuritas Slagschipsmaldeel. Daar werd ze door Navycarriervliegtuigen aangevallen en licht beschadigd. Samen met haar zusterslagschip Kongo en het reuzeslagschip Yamato beschoot ze de Amerikaanse Task Force van admiraal Clifton Sprague in de Slag bij Samar in oktober 1944. Door een navigatiefout liep het slagschip even later op een zandbank en moest ze in januari 1945 terugtrekken voor reparaties aan haar onderschip. Als de Haruna weer in bedrijf werd gesteld, was haar drijfvermogen nog niet helemaal in orde en verslechterde zelfs, zodat ze niet langer in langdurige operaties deelnemen kon. Ze moest terugkeren naar Kure.

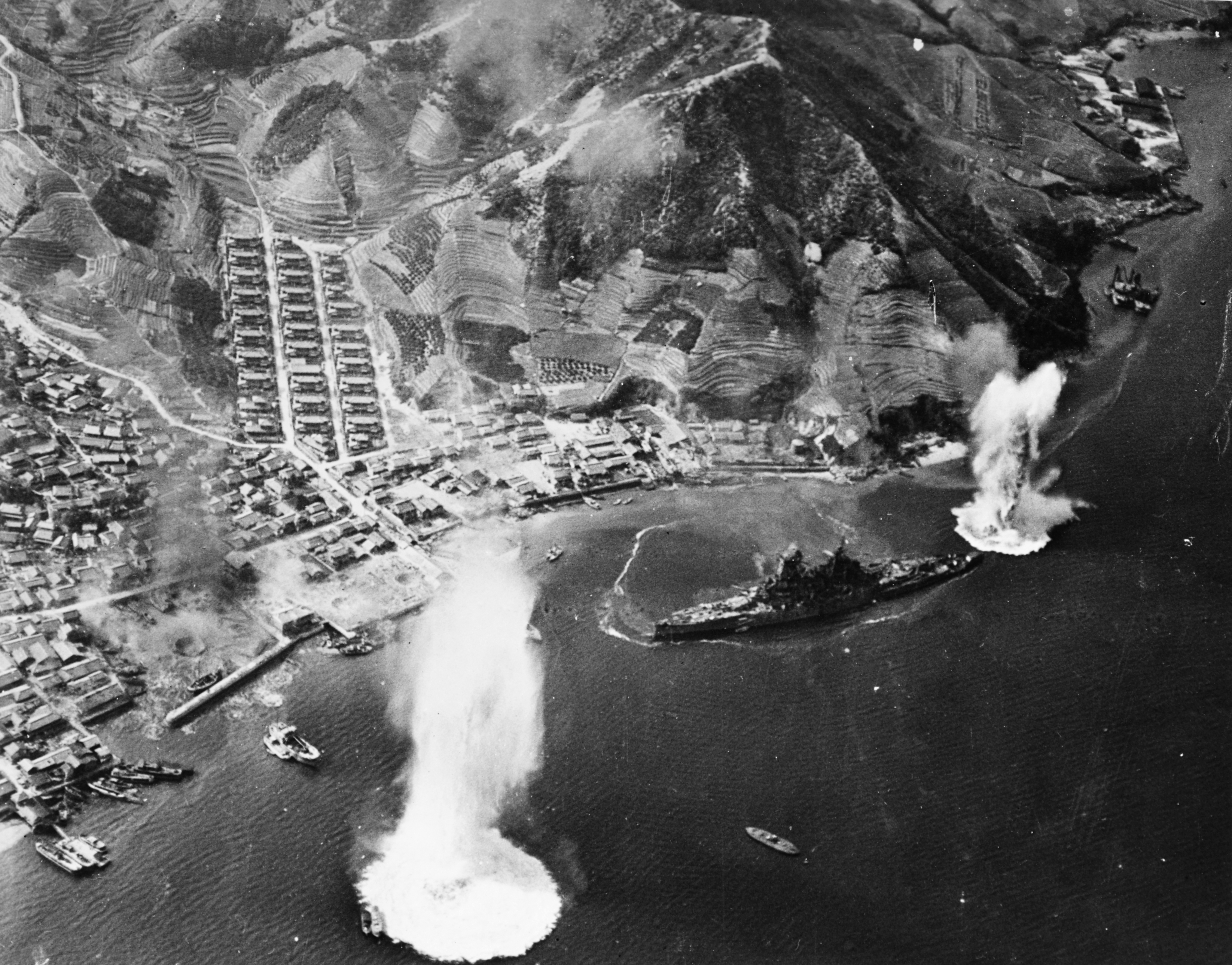
De aanval op de Haruna

### Haar einde

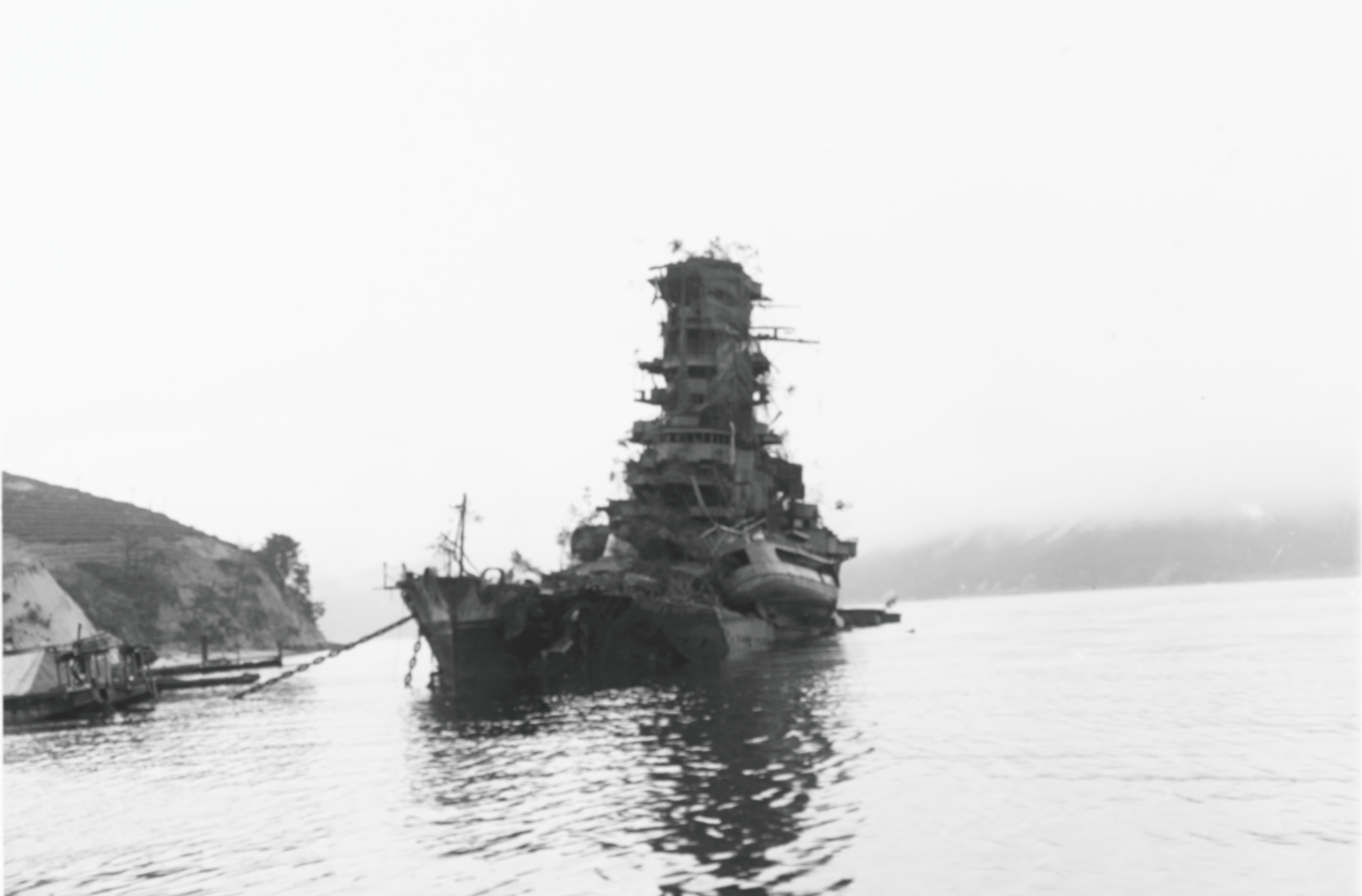
De Haruna in oktober 1945 gezonken op de zeebodem te Kure

De Haruna werd aangevallen door Amerikaanse vliegtuigen van de vliegdekschepen USS Intrepid, USS Wasp (CV-18) en de USS Shangri-La (CV-38), van Task Force 38 en B-24 Liberator-bommenwerpers van de U.S. Air Force, terwijl ze te Kure op 28 juli 1945. Om 08.00 u begon de aanval die duurde tot 17.00 u. Rond 13.00 u kwamen nog eens 70 U.S.A. Air Forcebommenwerpers van de 7e Air Force's 11e Bomber Group en andere groepen die hun basis op Youtan Air Bases op Okinawa hadden om scheeps- en havendoelen te bombarderen. Het slagschip deed nog een poging om te vertrekken, maar kon haar beide voor- en achterankers niet inhalen. De Haruna kreeg tonnen water binnen en zonk omstreeks 16.15 u. Op 8 oktober 1945 werd ze definitief als verloren beschouwd en geschrapt van de Marinelijst op 20 november 1945. Het wrak van de Haruna werd gelicht en daarna gesloopt.

## Bevelhebbers
- Chef Uitrusting Officier – Kapt. Kajihiro Funakoshi – 15 december 1914 – 19 april 1915
- Kapt. Kajihiro Funakoshi – 19 april 1915 – 13 december 1915
- Kapt. Mitsuzo Nunome – 13 december 1915 – 1 december 1916
- Kapt. Saburo Hyakutake – 1 december 1916 – 15 september 1917
- Kapt. Naomi Taniguchi – 15 september 1917 – 1 december 1917
- Kapt. Tsuneha Sano – 1 december 1917 – 20 december 1919
- Kapt. Shokichi Oishi – 20 december 1919 – 20 november 1920
- Kapt. Heishiro Omi – 20 november 1920 – 20 november 1921
- Kapt. Kichiji Ueda – 20 november 1921 – 1 juli 1922
- Kapt. Takeshi Koyama – 1 juli 1922 – 10 november 1922
- Kapt. Hatsuji Mori – 10 november 1922 – 1 december 1922
- Kapt. Chikaharu Koizumi – 1 december 1922 – 1 december 1923
- Kapt. Kesaichi Hitsuda – 1 december 1923 – 15 april 1924
- Kapt. Wataru Ugawa – 15 april 1924 – 1 september 1924
- Kapt. Hiroaki Tamura – 1 september 1924 – 1 december 1924
- Kapt. Naokata Kondo – 1 december 1924 – 10 juli 1925
- Kapt. Kiyoshi Ishikawa – 10 juli 1925 – 1 december 1926
- Kapt. Rokuya Mashiko – 1 december 1926 – 1 december 1927
- Kapt. Iwajiro Torin – 1 december 1927 – 28 december 1927
- Kapt. Kizo Isumi – 28 december 1927 – 10 december 1928
- Kapt. Akira Goto – 10 december 1928 – 30 november 1929
- Kapt. Jugoro Arichi – 30 november 1929 – 10 februari 1931
- Kapt. Minoru Sonoda – 10 februari 1931 – 1 december 1931
- Kapt. Tokutaro Sumiyama – 1 december 1931 – 15 november 1932
- Kapt. Eikichi Katagiri – 15 november 1932 – 15 november 1933
- Kapt. Shunzo Mito – 15 november 1933 – 16 april 1935
- Kapt. Yasutaro Iwashita – 16 april 1935 – 28 oktober 1935
- Kapt. Jisaburo Ozawa – 28 oktober 1935 – 1 december 1936
- Kapt. Seiichi Ito – 1 december 1936 – 15 november 1937
- Kapt. Kenshiro Oshima – 15 november 1937 – 9 maart 1938
- Kapt. Junichi Mizuno – 9 maart 1938 – 15 juli 1938
- Kapt. Risaburo Fujita – 15 juli 1938 – 18 mei 1939
- Kapt. Shoji Nishimura – 18 mei 1939 – 1 november 1940
- Kapt. Susumu Kimura – 1 november 1940 – 20 augustus 1941
- Kapt. / RADM Tamotsu Takama – 20 augustus 1941 – 20 juni 1942 (Bevorderd tot schout-bij-nacht op 1 mei 1942.)
- Kapt. / RADM Keishi Ishii – 20 juni 1942 – 14 juni 1943 (Bevorderd tot schout-bij-nacht op 1 mei 1943.)
- Kapt. Nobuei Morishita – 14 juni 1943 – 25 januari 1944
- Kapt. / RADM Kazue Shigenaga – 25 januari 1944 – 20 december 1944 (Bevorderd tot schout-bij-nacht op 15 oktober 1944.)
- Kapt. Matake Yoshimura – 20 december 1944 – 28 juli 1945 (Einde van de "Haruna")

## Haruna
- Klasse en Type: Kongoklasse – slagschip Keizerlijke Japanse Marine
- Georderd: 1911
- Gebouwd: 16 maart 1912
- Te water gelaten: 14 december 1913
- In dienst gesteld: 19 april 1913
- Verloren: Tot zinken gebracht door Amerikaanse vliegtuigen op haar aanlegplaats in Kure Marine Basis op 28 juli 1945
- Geschrapt: Gelicht en geschrapt op 2 december 1946 – 14 februari 1948;

### Technische gegevens
- Waterverplaatsing: 36.600 ton
- Lengte: 222 m
- Breedte: 31 m
- Diepgang: 9,70 m
- Vermogen: Stoom turbines, 4 schroeven
- Snelheid: 30 knopen (55 km/h)
- Reikwijdte: 9.500 zeemijl aan 14 knopen (17.600 km aan 25 km/h)
- Bemanning: 1.360 manschappen

### Bewapening
- 8 × 14-inch kanonnen
- 16 × 6 inch kanonnen
- 8 × 5 inch dubbel gebruik snelvuurkanonnen, op 118 × 25 mm luchtafweer mitrailleurs